# Rory McIlroy
Rory Daniel McIlroy (* 4. května 1989 Holywood, Severní Irsko) je severoirský profesionální golfista a nositel Řádu britského impéria. Je bývalou světovou jedničkou a pětinásobným vítězem major turnajů. V roce 2011 vyhrál US Open, s rekordním výsledkem 16 ran pod par a náskokem 8 ran, a v roce 2012 PGA Championship opět o 8 ran. Na kontě má také vítězství z The Open Championship a PGA Championship z roku 2014. Vítězstvím na turnaji Masters v roce 2025 zkompletoval svůj kariérní Grand Slam a zařadil se tím mezi golfové legendy.
Jeho hlavním sponzorem je firma Nike, se kterou v roce 2013 uzavřel desetiletý kontrakt, který mu má přinést 20 milionů dolarů ročně. Je považován za jednoho z nejlepších golfistů současnosti, stal se novodobou ikonou tohoto sportu. V dubnu 2015 se objevil na titulní straně časopisu Men's Health. V letech 2016, 2019 a 2022 ovládl celkové pořadí FedEx Cupu.

## Amatérská kariéra
McIlroye ke golfu přivedl otec Gerry. V sedmi letech se stal nejmladším členem místního Holywood Golf Clubu. V roce 2005 se již zúčastnil svého prvního turnaje na okruhu PGA European Tour. V 17 letech se na týden dostal na 1. místo světového amatérského žebříčku. O pět měsíců později se zúčastnil svého prvního major turnaje, The Open Championship, přičemž v prvním kole zahrál skóre -3 a stal se nejlepším amatérem turnaje.

## Profesionální kariéra
Bezchybným výkonem v prvním kole Masters 2011 se ujal vedení které pak udržel i po druhém a třetím. Pak ale zkazil poslední devítku, promarnil náskok 4 ran, zaznamenal skóre 80 a skončil až na děleném 15. místě. Tento neúspěch si vynahradil na US Open, kde vyhrál s velkým rozdílem osmi ran před Jasonem Dayem. O rok později opanoval i PGA Championship, kde vyhrál i v roce 2014. V témže roce ovládl i jediný britský major, The Open Championship a do kariérního grandslamu mu tak chybí jen triumf na Masters, kde byl nejlépe druhý v roce 2022. V roce 2025 konečně vyhrál i turnaj Masters.

## Profesionální vítězství (38)

### Turnaje PGA Tour (26)
| Legend                         |
| Major turnaje (5)              |
| Players Championship (1)       |
| World Golf Championships (3)   |
| Turnaje playoff FedEx Cupu (6) |
| Ostatní turnaje PGA Tour (12)  |

| No. | Rok  | Turnaj                                          | Skóre           | Skóre k paru | Náskok  | Další v pořadí                 |
| --- | ---- | ----------------------------------------------- | --------------- | ------------ | ------- | ------------------------------ |
| 1   | 2010 | Quail Hollow Championship                       | 72-73-66-62=273 | −15          | 4 rány  | Phil Mickelson                 |
| 2   | 2011 | U.S. Open                                       | 65-66-68-69=268 | −16          | 8 ran   | Jason Day                      |
| 3   | 2012 | The Honda Classic                               | 66-67-66-69=268 | −12          | 2 rány  | Tom Gillis, Tiger Woods        |
| 4   | 2012 | PGA Championship                                | 67-75-67-66=275 | −13          | 8 ran   | David Lynn                     |
| 5   | 2012 | Deutsche Bank Championship                      | 65-65-67-67=264 | −20          | 1 rána  | Louis Oosthuizen               |
| 6   | 2012 | BMW Championship                                | 64-68-69-67=268 | −20          | 2 rány  | Phil Mickelson, Lee Westwood   |
| 7   | 2014 | The Open Championship                           | 66-66-68-71=271 | −17          | 2 rány  | Rickie Fowler, Sergio García   |
| 8   | 2014 | WGC-Bridgestone Invitational                    | 69-64-66-66=265 | −15          | 2 rány  | Sergio García                  |
| 9   | 2014 | PGA Championship (2)                            | 66-67-67-68=268 | −16          | 1 rána  | Phil Mickelson                 |
| 10  | 2015 | WGC-Cadillac Match Play                         | 4&2             | 4&2          | 4&2     | Gary Woodland                  |
| 11  | 2015 | Wells Fargo Championship (2)                    | 70-67-61-69=267 | −21          | 7 ran   | Patrick Rodgers, Webb Simpson  |
| 12  | 2016 | Deutsche Bank Championship (2)                  | 71-67-66-65=269 | −15          | 2 rány  | Paul Casey                     |
| 13  | 2016 | Tour Championship                               | 68-70-66-64=268 | −12          | Playoff | Kevin Chappell, Ryan Moore     |
| 14  | 2018 | Arnold Palmer Invitational                      | 69-70-67-64=270 | −18          | 3 rány  | Bryson DeChambeau              |
| 15  | 2019 | The Players Championship                        | 67-65-70-70=272 | −16          | 1 rána  | Jim Furyk                      |
| 16  | 2019 | RBC Canadian Open                               | 67-66-64-61=258 | −22          | 7 ran   | Shane Lowry, Webb Simpson      |
| 17  | 2019 | Tour Championship (2)                           | 66-67-68-66=267 | −181         | 4 rány  | Xander Schauffele              |
| 18  | 2019 | WGC-HSBC Champions                              | 67-67-67-68=269 | −19          | Playoff | Xander Schauffele              |
| 19  | 2021 | Wells Fargo Championship (3)                    | 72-66-68-68=274 | −10          | 1 rána  | Abraham Ancer                  |
| 20  | 2021 | CJ Cup                                          | 68-67-62-66=263 | −25          | 1 rána  | Collin Morikawa                |
| 21  | 2022 | RBC Canadian Open (2)                           | 66-68-65-62=261 | −19          | 2 rány  | Tony Finau                     |
| 22  | 2022 | Tour Championship (3)                           | 67-67-63-66=263 | −212         | 1 rána  | Im Sung-jae, Scottie Scheffler |
| 23  | 2022 | CJ Cup (2)                                      | 66-67-67-67=267 | −17          | 1 rána  | Kurt Kitayama                  |
| 24  | 2023 | Genesis Scottish Open3                          | 64-66-67-68=265 | −15          | 1 rána  | Robert MacIntyre               |
| 25  | 2024 | Zurich Classic of New Orleans (s Shanem Lowrym) | 61-70-64-68=263 | −25          | Playoff | Chad Ramey a Martin Trainer    |
| 26  | 2024 | Wells Fargo Championship (4)                    | 67-68-67-65=267 | −17          | 5 ran   | Xander Schauffele              |
| 27  | 2025 | AT&T Pebble Beach Pro-Am                        | 66-70-65-66=267 | −21          | 2 rány  | Shane Lowry                    |
| 28  | 2025 | The Players Championship (2)                    | 67-68-73-68=276 | −12          | Playoff | J. J. Spaun                    |
| 29  | 2025 | Masters                                         | 72-66-66-73=277 | -11          | Playoff | Justin Rose                    |

1 Začal turnaj na skóre −5 (Skóre posunuto pro playoff FedEx Cupu, zahrané skóre −13) 
 2 Začal turnaj na skóre −4 (Skóre posunuto pro playoff FedEx Cupu, zahrané skóre −17) 
 3 Turnaj je i součástí European Tour 

Statistiky v playoff na PGA Tour (5–2)
| No. | Rok  | Turnaj                                          | Soupeř(i)                                 | Výsledek                                                                                    |
| --- | ---- | ----------------------------------------------- | ----------------------------------------- | ------------------------------------------------------------------------------------------- |
| 1   | 2012 | Wells Fargo Championship                        | Rickie Fowler, D. A. Points               | Fowler vyhrál díky birdie na první extra-jamce                                              |
| 2   | 2014 | The Honda Classic                               | Russell Henley, Russell Knox, Ryan Palmer | Henley vyhrál díky birdie na první extra-jamce                                              |
| 3   | 2016 | Tour Championship                               | Kevin Chappell, Ryan Moore                | Vyhrál díky birdie na čtvrté extra-jamce Chappell vyřazen proti birdie na první extra-jamce |
| 4   | 2019 | WGC-HSBC Champions                              | Xander Schauffele                         | Vyhrál díky birdie na první extra-jamce                                                     |
| 5   | 2024 | Zurich Classic of New Orleans (s Shanem Lowrym) | Chad Ramey a Martin Trainer               | Vyhráli díky paru na první extra-jamce                                                      |
| 5   | 2025 | The Players Championship)                       | J. J. Spaun                               | Vyhrál tříjamkový playoff                                                                   |
| 5   | 2025 | Masters                                         | Justin Rose                               | Vyhrál díky birdiena první extra-jamce                                                      |

### Turnaje European Tour (17)
| Legenda                            |
| Major turnaje (4)                  |
| World Golf Championships (3)       |
| Vlajkové turnaje (1)               |
| Finálová série (Race to Dubai) (2) |
| Rolex Series (3)                   |
| Ostatní turnaje European Tour (4)  |

| No. | Rok  | Turnaj                                | Skóre           | Skóre k paru | Náskok  | Další v pořadí               |
| --- | ---- | ------------------------------------- | --------------- | ------------ | ------- | ---------------------------- |
| 1   | 2009 | Dubai Desert Classic                  | 64-68-67-70=269 | −19          | 1 rána  | Justin Rose                  |
| 2   | 2011 | U.S. Open                             | 65-66-68-69=268 | −16          | 8 ran   | Jason Day                    |
| 3   | 2011 | UBS Hong Kong Open1                   | 64-69-70-65=268 | −12          | 2 rány  | Grégory Havret               |
| 4   | 2012 | PGA Championship                      | 67-75-67-66=275 | −13          | 8 ran   | David Lynn                   |
| 5   | 2012 | DP World Tour Championship, Dubai     | 66-67-66-66=265 | −23          | 2 rány  | Justin Rose                  |
| 6   | 2014 | BMW PGA Championship                  | 68-71-69-66=274 | −14          | 1 rána  | Shane Lowry                  |
| 7   | 2014 | The Open Championship                 | 66-66-68-71=271 | −17          | 2 rány  | Rickie Fowler, Sergio García |
| 8   | 2014 | WGC-Bridgestone Invitational          | 69-64-66-66=265 | −15          | 2 rány  | Sergio García                |
| 9   | 2014 | PGA Championship (2)                  | 66-67-67-68=268 | −16          | 1 rána  | Phil Mickelson               |
| 10  | 2015 | Omega Dubai Desert Classic (2)        | 66-64-66-70=266 | −22          | 3 rány  | Alex Norén                   |
| 11  | 2015 | WGC-Cadillac Match Play               | 4&2             | 4&2          | 4&2     | Gary Woodland                |
| 12  | 2015 | DP World Tour Championship, Dubai (2) | 68-68-65-66=267 | −21          | 1 rána  | Andy Sullivan                |
| 13  | 2016 | Dubai Duty Free Irish Open            | 67-70-70-69=276 | −12          | 3 rány  | Bradley Dredge, Russell Knox |
| 14  | 2019 | WGC-HSBC Champions                    | 67-67-67-68=269 | −19          | Playoff | Xander Schauffele            |
| 15  | 2023 | Hero Dubai Desert Classic (3)         | 66-70-65-68=269 | −19          | 1 rána  | Patrick Reed                 |
| 16  | 2023 | Genesis Scottish Open2                | 64-66-67-68=265 | −15          | 1 rána  | Robert MacIntyre             |
| 17  | 2024 | Hero Dubai Desert Classic (4)         | 71-70-63-70=274 | −14          | 1 rána  | Adrian Meronk                |

1 Turnaj je i součásti Asian Tour 
2 Turnaj je i součástí PGA Tour 

Statistiky v playoff na European Tour (1–4)
| No. | Rok  | Turnaj                 | Soupeř(i)                                                        | Výsledek                                                                                       |
| --- | ---- | ---------------------- | ---------------------------------------------------------------- | ---------------------------------------------------------------------------------------------- |
| 1   | 2008 | Omega European Masters | Jean-François Lucquin                                            | Prohrál proti birdie na druhé extra-jamce                                                      |
| 2   | 2008 | UBS Hong Kong Open     | Lin Wen-tang, Francesco Molinari                                 | Lin vyhrál díky birdie na druhé extra-jamce Molinari vyřazen proti birdie na první extra-jamce |
| 3   | 2017 | BMW SA Open            | Graeme Storm                                                     | Prohrál proti paru na třetí extra-jamce                                                        |
| 4   | 2019 | Omega European Masters | Lorenzo Gagli, Andrés Romero, Kalle Samooja, Sebastian Söderberg | Söderberg vyhrál díky birdie na první extra-jamce                                              |
| 5   | 2019 | WGC-HSBC Champions     | Xander Schauffele                                                | Vyhrál díky birdie na první extra-jamce                                                        |

### Turnaje PGA Tour of Australasia (1)
| Legenda              |
| Vlajkové turnaje (1) |

| No. | Rok  | Turnaj                   | Skóre           | Skóre | Náskok | Další v pořadí |
| --- | ---- | ------------------------ | --------------- | ----- | ------ | -------------- |
| 1   | 2013 | Emirates Australian Open | 69-65-70-66=270 | −18   | 1 rána | Adam Scott     |

### Ostatní turnaje (4)
| No. | Rok  | Turnaj                                           | Skóre           | Skóre k paru | Náskok   | Další v pořadí                   |
| --- | ---- | ------------------------------------------------ | --------------- | ------------ | -------- | -------------------------------- |
| 1   | 2009 | Lough Erne Challenge                             | 68              | −4           | 2 rány   | Pádraig Harrington               |
| 2   | 2010 | Lough Erne Challenge (2) (s Darrenem Clarkem)    | 66              | −6           | 1 rána   | Pádraig Harrington a Shane Lowry |
| 3   | 2011 | Lake Malaren Shanghai Masters                    | 64-69-65-72=270 | −18          | Playoff  | Anthony Kim                      |
| 4   | 2020 | TaylorMade Driving Relief (s Dustinem Johnsonem) | $1,850,000      | $1,850,000   | $700,000 | Rickie Fowler a Matthew Wolff    |

Statistiky v playoff na ostatních turnajích (1–0)
| No. | Rok  | Turnaj                        | Soupeř      | Výsledek                              |
| --- | ---- | ----------------------------- | ----------- | ------------------------------------- |
| 1   | 2011 | Lake Malaren Shanghai Masters | Anthony Kim | Vyhrál díky paru na první extra-jamce |